# Guvernoratul Beni Suef
Guvernoratul Beni Suef (în arabă بنى سويف) este o unitate administrativă de gradul I, situată  în  partea de nord a Egiptului. Reședința sa este orașul Beni Suef.